# Włochy (gmina)
Włochy (od 1939 miasto Włochy) – dawna gmina wiejska istniejąca w latach 1930–1939 w woj. warszawskim. Siedzibą gminy była wieś Włochy (obecnie dzielnica Warszawy).

## Historia
Gminę Włochy utworzono 15 kwietnia 1930 w powiecie warszawskim w woj. warszawskim z części obszaru gminy Skorosze: osada Włochy, wieś Solipse, kolonia Wiktoryn, osada Wiktoryn Nr. 5, osada Wiktoryn-Rappówek, kolonia Wiktoryn Nr. 1 litera A, kolonia Marianówka Nr. 10 oraz grunty państwowe po byłym forcie Nr. 5.
20 października 1933 gminę Włochy podzielono na 2 gromady:
- Włochy Stare – skład: Włochy Nowe Północne, kolonia Wiktoryn, wieś Solipse, fort nr 5 Solipse;
- Włochy Nowe – skład: Włochy Nowe Południowe, kolonia Nowy Wiktoryn.

Jako gmina wiejska jednostka przestała istnieć z dniem 1 kwietnia 1939 w związku z nadaniem jej praw miejskich i przekształceniu w gminę miejską. Równocześnie do nowo utworzonego miasta Włochy włączono:
- z gminy Blizne:
  - wchodzącą w skład gromady Odolany część gruntów wsi Odolany, położoną między torem kolei szerokotorowej P.K.P. dawniej Warszawa–Poznań od strony północnej, granicą m.st. Warszawy od strony wschodniej, granicą dotychczasowej gminy wiejskiej Włochy od strony południowej i blokiem Nr 75 parcelacji "miasta-ogrodu" Jelonki Braci Schneider od strony zachodniej;
  - wchodzące w skład gromady Chrzanów bloki Nr 74 i 75 parcelacji "miasta-ogrodu" Jelonki Braci Schneider.
- z gminy Skorosze
  - część gruntów Kosińskich wchodzących w skład gromady Czechowice, położoną w kolonii Czechowice C;
  - z wchodzących w skład gromady Szamoty część gruntów, położoną między granicą dotychczasowej gminy wiejskiej Włochy z północy i ze wschodu, a łącznicą kolei szerokotorowej PKP Włochy–Gołąbki z południowego zachodu.

Miasto Włochy zniesiono 15 maja 1951 po włączeniu do Warszawy.